# Rhopalonema velatum
Rhopalonema velatum is een hydroïdpoliep uit de familie Rhopalonematidae. De poliep komt uit het geslacht Rhopalonema. Rhopalonema velatum werd in 1857 voor het eerst wetenschappelijk beschreven door Gegenbaur. 